# Мухамед ибн Абдул Вахаб
Мухамед ибн Абдул Вахаб (арап. محمد بن عبد الوهاب, Мухаммад ибн ʿАбд ал- Ваххаб, рођен 1703–1792 у Ујајна Наџд) је био исламски проучавалац ханбелијског учења који је основао верску доктрину која је стриктно заснована на Курану, сунитском исламу и на остварењу Тевхида („монотеизам“, „веровање у једног бога“), (Вахабитског покрета). Данас ово учење добија све већи утицај на цео исламски свет, посебно почев од Арапског полуострва. Израз вехабизам потиче од његовог имена.
Учења Мухамеда ибн Абдул Вахаба чине основу за тоталитарно фундаменталистичко тумачење ислама као државне религије у Саудијској Арабији. Бројне џихадистичке организације као што је Исламска држава такође вуку своје идеолошке темеље још од Мухамеда ибн Абдул Вахаба.
Своје идеје је изложио у Књизи о јединству (1736).

## Биографија
Мухамед ибн Абдул Вахаб је рођен као син судије у оази Ујајна у Наџду. Потицао је из угледне породице ханбелијских учењака. Са десет година, према хроничарима, научио је напамет Куран и био је молитвеник (имам). Са једанаест година предузео је своје прво ходочашће у Меку, након чега је уследио двомесечни боравак у Медини. По повратку, проучавао је хадис, куранску егзегезу, Фикх и исламску догматику (усул ад-дин). У непознато време, почео је да проповеда у свом родном региону, са принципом Тевхида, безусловном вером у једног Бога, у средишту његовог проповедања.

## Пакт са Мухамед ибн Саудом
Након његовог протеривања из Ујајна, позван је да се настани у суседни Дираџа од стране њеног владара Мухамед ибн Сауда. Након неког времена у Дираџаи, Ибн Абд ал-Ваххаб је закључио свој други и успешнији споразум са владаром. Мухамед ибн Абдул Вахаб и Мухамед ибн Сауд су се сложили да ће, заједно, вратити Арапе на полуострво „правим“ принципима ислама како га они виде. Према анонимном аутору Лам ал-Шихаба (Сјај метеора), када су се први пут срели, Мухамед ибн Сауд је изјавио:
„Ова је оаза твоја, не бојте се својих непријатеља. За име Бога, ако је сав Неџд позван да вас избаци, никада нећемо пристати да вас протерамо".— Ибн Сауд
Мухамед ибн Абдул Вахаб је одговорио:
„Ви сте начелник и мудар човек насеља. Желим да ми дате заклетву да ћете вршити џихад против неверника. Заузврат, ви ћете бити имам, вођа муслиманске заједнице, а ја ћу бити вођа у верским питањима".— Ибн Абдул
Мухамеде ибн Абдул Вахаб је склопио верско-политички пакт са Мухамедом ибн Саудом како би му помогао да успостави Емират дирију, прву саудијску државу, започет је династички савез и споразум о подели власти са њиховим породицама, који се наставља до данас. Споразум је потврђен међусобном заклетвом на лојалност 1744 године. Међу њима су били дисиденти из клана Ибн Муамар који су се заклели на верност Абдул Вахабу.
Мухамед ибн Сауд направио је сигурно уточиште, вехабије из других градова склонили су се у Дираџ. Језгро Абдул Вахабових присталица широм Наџда повукло се и формирало авангарду побуне коју је Мухамед ибн Сауд покренуо против других градова. Ал Шеик, данашња владајућа саудијска верска породица, представља потомке Мухамеде ибн Абдул Вахаба, а они су такође историјски водили улему у саудијској држави, доминирајући државним религиским институцијама.